# Ребел Вилсон
Ребел Мелани Елизабет Вилсон (енгл. Rebel Melanie Elizabeth Wilson; Сидни, 2. март 1980), рођена као Мелани Елизабет Баундс (енгл. Melanie Elizabeth Bownds), аустралијска је глумица, комичарка, сценаристкиња, певачица и продуценткиња. Дипломирала је 2003. године, а затим је глумила у аустралијским серијама. Након што се преселила у САД, глумила је у комедијама Деверуше и Неколико кумова, оба из 2011. године.
Године 2012. Вилсонова је глумила у комедијама Имате ли знање за друго стање?, Ударен громом и Деверуше под гасом, након чега је доспела на топ-листу часописа Variety. Глумила је Дебелу Ејми у у филмској серији Савршени корак (2012—2017), што јој је донело неколико номинација за награде, као што су МТВ филмска награда за највеће глумачко откриће и Награда по избору тинејџера за омиљену глумицу у комедији. Године 2016. глумила је у филмовима Како бити соло и Гримсби.

## Младост и образовање
Вилсонова је рођен 2. марта 1980. у Сиднеју, Нови Јужни Велс, Аустралија. Њена мајка је професионални водич за псе. Вилсонова је одрастала у предграђима Кентурста, Парамате и Кесл Хила. Похађала је Тара Англикан школу за девојчице. Диплому о високој школи завршила је 1997. године, укључујући друго место у држави у области прехрамбене технологије.
Вилсонова има три брата и сестре: сестре Либерти и Аналис (који користи име "Аначи") и брат који користи име "Риот". Либерти и Риот су се појавили у првој сезони Невероватне трке Аустралија 2011, где су били први елиминисани тим. Вилсонова је изјавила да је њена тетка Лилијан Боундс, која је била удата за Волт Дизнија све до своје смрти 1966. Упркос томе што Вилсонова стоји пред овим веровањем у судници, и даље је оспорава генелоџиста Дејл Шелдон.
Вилсоновина прва каријера била је математика. Она је за Јутарњи гласник Сиднеја рекла: "Била сам врло академска у средњој школи и била сам увек добра са бројевима." Похађала је Универзитет у Новом Јужном Велсу, дипломирајући 2009. године са Бечелор уметности (студије театра и перформанса) и као дипломирани правник. Бивши Ротари клуб амбасадор за младе у Аустралији, била је у Јужној Африци годину дана, где је добила маларију. Говорила је о халуцинацијама изазваним маларијом, где се видела као глумица која је освојила Оскара, увјеравајући је да настави глумачку каријеру.

## Каријера

### Рана каријера (2002–2010)
Вилсонова је студирала у аустралијском театру за младе (АТИП) Године 2003. преселила се у Њујорк након што је освојила АТИП Интернационалну стипендију, коју је финансирала Никол Кидман. Док је била у Њујорку, Вилсон је тренирала у Другом Граду . Наступала је са позоришном компанијом у Сиднеју и наступала на Међународном фестивалу комедије у Мелбурну. Прво је привукла пажњу јавности 2002. године са својим сценским мјузиклом Западни монолози, који је она написала, у Сиднеју. Њене продукцијске сцене, које је написала, продуцирала и глумила, укључују Спанкс и исповести студента на размери.
У Аустралији, Вилсонова је најпознатија по улогама као Тоула на СБС комедијској серији Пица и као различити ликови, укључујући Луци, Дебела Менди и Карла Бангс на скицираној комедији серије Забити се. Играла је аустралијског идола школарку у низу Телстра реклама приказаних током аустралијског идола од 2004. до 2005. Имала је и улоге у играним филмовима Дебела пица и Јахач духова.
Вилсонова је 2008. године створила, написала, продуцирала и глумила у музичкој комедијској серији Боган Прајд на СБС Оне и глумила у импровизацијској Најн нетворк Кућа чудовишта. 2009. Вилсонова је освојила награду за најбољу глумицу Тропфест за улогу у филму Баргаин. Наступала је на импровизационој комедији " Хвала Богу што сте овде" и у комедији "Причање о вашој генерацији". Наступала станд-уп на телевизији Брист Дарн шоу у граду и као гост је глумила у Севен нетворк драми Сити Хомицид и обавља у унапређењу технологије у бригади Апрајт грађанин у Лос Анђелесу.

### Живот у Холивуду (2011 – данас)
Након што се преселила у Сједињене Државе, Вилсонова је потписала за таленте и књижевне агенте Вилијама Мориса Ендеавора. Следећа филмска улога Вилсонове дошла је у филму Џуд Апатовове, Деверуше, у којем је глумила Брин, сестру Мет Лукаса. Улога је написана посебно за њу. Вилсонова се затим појавио у ЦБС-овим Правилима о ангажману и на серији Комеди сентрал, Воркахоличарке. Она је била ко-домаћин АРИА музичких награда 2010 и наступала је на наступу Варајати-а "Моћ комедије" у Лос Анђелесу са Лукасом и Раселом Брандом. Почетком 2011, Вилсонова је снимила "Неколико најбољих мушкараца" у Фокс Студију Аустралија. Она је такође снимила улогу у "Малим становима". Вилсонова је проглашена једном од "Топ десет комчара" магазина Варајети за 2011. годину. Године 2012, Вилсонова је имала улогу у комедији "Шта очекивати када сте очекивали", као Јунис, и глумила у инди филму "Удар осветљења".
Дана 19. августа 2011. године, Борис Кит из Холивуд репортера известио је да је Вилсонова заменио Кејси Вилсон у Младама. У 2012, Вилсонова је изразила лик у Ледено доба: Континентални дрифт  и играла Дебелу Ејми у Савршен корак . За ову другу улогу, добила је похвале критичара и добила разне номинације за награду, укључујући најбољу споредну глумицу за Сан Дијего филмско удружење критичара и најбољу глумицу у комедији Удружења критичара за филм. Освојила је МТВ филмска награда за најбољу улогу и поделила награду за најбољи музички тренутак са својим Савршен корак ко-звездама. Вилсонова је такође била номинована за МТВ филмска награда за најбољу представу. Вилсонова је касније освојила за филмску глумицу: награду за комедију за Савршен корак на додели награда Тин Чојз 2013. године. Такође је била номинована за Чојз комичара за 2013 Тин Чојз награде.
У јануару 2012. године, Мајкл Аусиело од ТВЛајн најавио је да ће Вилсонова писати и глуми у Супер забавној ноћи, комедија која прати три пријатеља у потрази за забаву сваког петка вече. Пилот је покупио ЦБС, а Конан О’Брајен је постао један од извршних продуцената. ЦБС је касније одбио пилот, али је АБЦ мрежа покупила пројекат. Наручена је серија и емисија је почела да се емитује 2. октобра 2013. Серија је отказана након једне сезоне. Вилсонова је играла Робин Пек у Мајкл Бејовом Бол и добитак (2013). Она је била домаћин МТВ филмских награда 2013, 14. априла 2013.
У марту 2014, америчка сателитска телевизијска мрежа Диш Нетворк покренула је маркетиншку кампању за свој Хопер ДВР са Вилсоновом као гласом истоименог компјутерски анимираног кенгура. Вилсонова је репризирала своју улогу у наставцима Савршен корак 2 (2015) и Савршен корак 3 (2017). Такође је направила појављивање у телевизијској комедији Помпидоу. Вилсонова се придружио гласу за Кунг Фу Панду 3; Међутим, у септембру 2015, замењена је са Кејт Хадсон. Вилсонова се појавио у ансамблској комедији Како бити самац, издатој у фебруару 2016. Нигел М Смит из Гардијана написао је: "Вилсонова је стајалиште, прикуцавајући сваки прасак којим се бавила, али Како бити самац не користи снажно свој карактер". Вилсонова се појавила и у акцијској комедији Гримсби. 14. фебруара 2016. године, Вилсонова је представила номинације за категорију најбоље споредне глумице на 69. Филмској награди британске академије. Вилсонова је један од шездесет познатих личности које праве појављивање у Апсолутно очаравајуће: Филм.
Вилсонова се појавила као Урсула, мора вештице, у ол-стар концертној верзији Мала сирена на Холивуд Болу 3. јуна, 4. јуна и 6. јуна 2016. Од 28. јуна до 21. августа 2016. снимила је свој деби у Вест Енду у музичким Дечаци и луткед у улози Мис Аделајд. Добила је позитивне критике. Вилсонова је играла ЛеФоу у продукцији Лепотица и звер: уживо на концерту у Холивуд Болу 25. и 26. маја 2018. Први пут се појавила на насловници Воуг Аустралије.
Вилсонова је свој први соло водила у главном филму у комедији Није ли то романтично, која је објављена у фебруару 2019. Касније те године, Вилсонова је глумио уз Ен Хатавеј у Хаслу, римејку који је био усмерен на жене у комедији 1988. године Дирти Ротен Скаундрелс. Вилсонова је такође ко-продуцирала филм.

### Предстојећи филмови
Вилсонова ће се појавити у римејку Приватног Бенџамина. Била је и глумица у филму Социјалан живот уз Аманду Сајфред, и појави ће се у тамној комичној драми Таика Ваититија Јојо зец као Фраулејн Рахм. Вилсонова ће продуцирати и глумити у адаптацији играног филма стрипа Гужва. Она ће такође глумити у музичком филму Мачке као Џениенидотс.

## Контроверзе у медијима
У мају 2015, аустралијски часопис Женски дан објавио је причу у којој тврди да је Вилсонова обмануа име, своје рођење, године и одгој. Вилсонова је раније рекала у интервјуима да је одгајана од стране "богана" родитеља за обуку паса у гету Сиднеја, провела је годину дана у Зимбабвеу, попела се у кавез са леопардом, ухватила се у пуцњави, а затим погодила озбиљан напор маларије од комарца у Мозамбику где је, са кревета за интензивну његу, замишљала да осваја Оскара и почне да призива свој говор. Њена старост је такође погрешно дата као 29, што је касније признала као нешто што је одлучила да не исправља. Женски дан је све то доводио у питање и тврдио је да је Вилсонова, напротив, била "врло нормалан одгој средње класе" и "додао додир" фантазије "животу који је водила пре него што је постала домаћинство." Причу је покупила још неколико публикација, укључујући Јутарњи гласник Сиднеја, часопис Пипл, Чикаго трибјун  и Хафингтон пост . Најважније је да је Вилсоновова прави датум рођења потврђен у пословним књигама које су достављене АСИЦ-у, а које је добио од Јутарњег гласника Сиднеја.
Дана 16. маја 2016. године, Вилсонова је ркала да штампа и онлајн чланке у аустралској женској недељи, НВ и ОК! часописи су је направили као серијску лажљивцу. Према тужби за клевету која је поднета Врховном суду Викторије, Вилсонова је ркала да је њена репутација и кредит претрпели и да је била понижена и збуњена. Она је такође тужила за посебне штете, тврдећи да је пропустила улоге, а друге су престале због чланака. Вилсона је заступао Метју Колинс КЦ . Дана 15. јуна 2017, поротник са шест особа одлучио је у Вилсоновој наклоности, закључивши да је издавач Бајер Медија Груп заиста погрешно насликао глумицу као серијску лажљивцу, те да је објављивање чланака вероватно проузроковало штету њеној каријери.
Дана 13. септембра 2017. године, Вилсонова је награђен 4.500.000 америчких долара на име одштете. Вилсоновин адвокат Ричард Ледер рекао је: "Данашња пресуда је значајан рекорд - она је око четири пута већа од претходне пресуде у случају клевете у Аустралији". У јуну 2017. Вилсонова је објавила "Све долари које добијам отићи ће у добротворне сврхе, стипендије или уложити у Ауси филмску индустрију како би осигурали посао".
Бајер Медија се жалио на износ штете. Дана 14. јуна 2018. године, Бајер Медија је добио своју жалбу, а штете су смањене на 600.000 долара. Вилсонова је објавила своју намеру да се жали на ту одлуку, и поднела жалбу Високом суду 11. јула 2018. Високи суд је одбио захтев 16. новембра 2018.

## Лични живот
У јулу 2011. године, Вилсонова је постао гласноговорник компаније Џени Крег за губитак тежине и прехрану у Аустралији. У јануару 2012. Вилсонова је за Дневни телеграф изјавила да је изгубила 10 kg (22 lb) од потписивања програма.
Вилсонова је тврдила да су продуценти Савршеног корака одбили да јој дозволе да изгуби више тежине током снимања, како је у уговору изјавила да мора остати исте величине. Рекла је да ће, када се њене филмске обавезе заврше, поново почети са дијетом да би достигла циљну тежину од 80 kg (180 lb). У фебруару 2013. потврдила је да је завршила уговор са Џени Крег претходне године.
Вилсонова и њен колега из Деверуша Мет Лукас живели су заједно у Западном Холивуду, од септембра 2012. до 2015.
У јулу 2015. године, Вилсонова је изразила своју подршку строжим америчким законима о оружју након пуцњаве у Лафајету 2015. године, наводећи: "Не волим да политику, али Америка стварно мора следити аустралијске законе о оружју. Не сећам се масовне пуцњаве у Аустралији откако су обновили законе о оружју. Изгледа да сваке недеље у Америци има пуцњаве. Ја само желим да људи буду сигурни, посебно људи који раде једну од мојих омиљених ствари на свету - излазак у биоскоп како би се забавили".

## Филмографија

### Филм
| Година | Наслов                                  | Улога           | Белешке          |
| ------ | --------------------------------------- | --------------- | ---------------- |
| 2003   | Fat Pizza                               | Тоула           |                  |
| 2007   | Ghost Rider                             | Девојка у Алеји |                  |
| 2009   | Bargain                                 | Линда           | Кратак филм      |
| 2011   | Bridesmaids                             | Брин            |                  |
| 2011   | A Few Best Men                          | Дафни Раме      |                  |
| 2012   | Bachelorette                            | Беки Арчер      |                  |
| 2012   | Small Apartments                        | Роки            |                  |
| 2012   | Struck by Lighting                      | Малери Багс     |                  |
| 2012   | What to Expect When Your're Expecting   | Јунис           |                  |
| 2012   | Ice Age: Continental Drift              | Раз             | Глас             |
| 2012   | Pitch Perfect                           | Дебела Ејми     |                  |
| 2013   | Pain & Gain                             | Робин Пецк      |                  |
| 2014   | Night at the Museum: Secret of the Tomb | Тили            |                  |
| 2015   | Pitch Perfect 2                         | Дебела Ејми     |                  |
| 2016   | How to Be Single                        | Робин           |                  |
| 2016   | Grimsby                                 | Доун Гробхам    |                  |
| 2016   | Absolutely Fabulous: The Movie          | Стјуардеса      | Камео            |
| 2017   | Pitch Perfect 3                         | Дебела Ами      |                  |
| 2019   | Isn't It Romantic                       | Натали          | Такође продуцент |
| 2019   | The Hustle                              | Пени Раст       | Такође продуцент |
| 2019   | Jojo Rabbit                             | Фролајн Рахм    |                  |
| 2019   | Cats                                    | Џениенидотс     |                  |
| 2022   | Senior Year                             | Стефани Конвеј  |                  |

### Телевизија
| Година    | Наслов                        | Улога                 | Белешке                                                      |
| --------- | ----------------------------- | --------------------- | ------------------------------------------------------------ |
| 2003–2007 | Pizza                         | Тоула                 | Повратна улога; Сезоне 3–5, Pizza World и Pizza World Record |
| 2006–2007 | The Wedge                     | Разни ликови          | Регуларна серија; 47 епизода                                 |
| 2007–2009 | Thank God You're Here         | Сама / Разни ликови   | Епизоде: " 3.04 ", " 3.09 ", " 4.03 " и " 4.09 "             |
| 2008      | Bogan Pride                   | Џени Крег             | Регуларна серија; 6 епизода                                  |
| 2008      | Monster House                 | Пенелопе Веб          | Регуларна серија; 10 епизода                                 |
| 2009      | Talkin' 'Bout Your Generation | Гост                  | Епизода: " Серија 1, епизода 3 "                             |
| 2009      | City Homicide                 | Сара Гилберт          | Епизода: " Мртва тежина "                                    |
| 2009      | The Breast Darn Show in Town  | Она сама              | Комеди гала                                                  |
| 2010      | Rules of Engagement           | Сара                  | Епизода: " Les-bro "                                         |
| 2011      | Workaholics                   | Биг Мани Хастла       | Епизода: " Straight Up Juggahos "                            |
| 2013      | Can of Worms                  | Она сама              | Епизода: " Сезона 3, Епизода 2 "                             |
| 2013      | 2013 MTV Movie Awards         | Домаћин               |                                                              |
| 2013–2014 | Super Fun Night               | Кими Бојбиер          | Креатор, Главна улога; 17 епизода                            |
| 2015      | Pompidou                      | Фенси хаљина такмичар | Епизода: "Hoarder"                                           |
| 2016      | The Big Music Quiz            | Она сама              | Епизоде 2 и 8                                                |
| 2016      | Travel Man                    | Она сама              | Епизода: Божићни специјал                                    |

### Видео игрице
| Година | Наслов                                    | Улога | Белешке |
| ------ | ----------------------------------------- | ----- | ------- |
| 2012   | Ice Age: Continental Drift - Arctic Games | Раз   | Глас    |

### Театар
| Година | Наслов                      | Улога         | Белешке                                             |
| ------ | --------------------------- | ------------- | --------------------------------------------------- |
| 2016   | The Little Mermaid          | Урсула        | 3–6. јун, Холивуд Боул                              |
| 2016   | Guys and Dolls              | Аделајд       | 28. јун - 21. август, Вест Енд                      |
| 2018   | Beauty and the Beast        | ЛеФоу         | 25. - 26. мај, Холивуд Боул                         |
| 2019   | The Beauty Queen of Leenane | Мауреен Фолан | 23. новембар - 21. децембар, Сидни Театар компанија |